# Bosanski Šamac (Odžak)
Bosanski Šamac es un pueblo de la municipalidad de Odžak, en el cantón de Posavina, Bosnia y Herzegovina.

## Superficie
Posee una superficie de 0,35 kilómetros cuadrados.

## Demografía
Hasta 1991 la población era de 6239	 habitantes.